# Чемпионат четырёх континентов по шорт-треку 2023
Чемпионат четырёх континентов по шорт-треку 2023 года происходил с 10 по 12 ноября 2022 года в Солт-лейк-Сити, США. Соревнования были проведены среди мужчин и женщин. В соревнованиях приняли участие фигуристы из 13 стран.
На чемпионате также проводятся эстафеты у женщин на 3000 м и у мужчин на 5000 м, а также смешанные эстафеты. В соревнованиях принимают участие команды из четырёх спортсменов.

### Призёры

#### Мужчины
| Дисциплина      | Золото                                                | Золото   | Серебро                                                             | Серебро  | Бронза                                                                               | Бронза   |
| --------------- | ----------------------------------------------------- | -------- | ------------------------------------------------------------------- | -------- | ------------------------------------------------------------------------------------ | -------- |
| 500 метров      | Стивен Дюбуа Канада                                   | 40.316   | Эндрю Хо США                                                        | 40.687   | Паскаль Дион Канада                                                                  | 41.482   |
| 1000 метров     | Пак Чи Вон Южная Корея                                | 1:27.548 | Паскаль Дион Канада                                                 | 1:27.592 | Уильям Данджину Канада                                                               | 1:27.816 |
| 1500 метров     | Пак Чи Вон Южная Корея                                | 2:16.409 | Хон Гён Хван Южная Корея                                            | 2:16.471 | Стивен Дюбуа Канада                                                                  | 2:16.702 |
| Эстафета 5000 м | Китай · Лю Гуаньи · Сун Цзяхуа · Чжун Юйчэнь · Кун Ли | 6:54.766 | Япония · Косэи Хаяси · Дан Иваса · Киити Сигэхиро · Кадзуки Ёсинага | 6:56.071 | Республика Корея · Пак Чи Вон · Ли Дон Хён · Хон Гён Хван · Лим Ён Джин · Ли Джун Со | 7:12.956 |

#### Женщины
| Дисциплина      | Золото                                                                | Золото   | Серебро                                                              | Серебро  | Бронза                                                                             | Бронза   |
| --------------- | --------------------------------------------------------------------- | -------- | -------------------------------------------------------------------- | -------- | ---------------------------------------------------------------------------------- | -------- |
| 500 метров      | Сим Сок Хи Южная Корея                                                | 43.273   | Кристен Сантос-Грисволд США                                          | 43.302   | Чжан Чутун Китай                                                                   | 43.503   |
| 1000 метров     | Кортни Саро Канада                                                    | 1:28.615 | Гун Ли Китай                                                         | 1:28.840 | Клаудия Ганьон Канада                                                              | 1:28.963 |
| 1500 метров     | Кортни Саро Канада                                                    | 2:25.614 | Кристен Сантос-Грисволд США                                          | 2:25.708 | Чхве Мин Джон Южная Корея                                                          | 2:25.737 |
| Эстафета 3000 м | Республика Корея · Чхве Мин Джон · Сим Сок Хи · Ли Со Ён · Ким Гил Ли | 4:04.767 | Канада · Клаудия Ганьон · Кортни Саро · Рене Стиндж · Анн-Софи Башан | 4:05.049 | США · Кори Стоддард · Кристен Сантос-Грисволд · Джули Летай · Юнис Ли · Камрин Лют | 4:06.964 |

### Смешанная эстафета
| Event           | Золото                                                                   | Золото   | Серебро                                              | Серебро  | Бронза                                                                                        | Бронза   |
| --------------- | ------------------------------------------------------------------------ | -------- | ---------------------------------------------------- | -------- | --------------------------------------------------------------------------------------------- | -------- |
| Эстафета 2000 м | США · Маркус Ховард · Эндрю Хо · Кори Стоддард · Кристен Сантос-Грисволд | 2:38.095 | Китай · Гун Ли · Ван Синьжань · Кун Ли · Чжун Юйчэнь | 2:38.244 | Канада · Стивен Дюбуа · Максим Лаун · Кортни Саро · Рене Стиндж · Леа Тессье · Филипп Доделен | 2:46.024 |

### Общий зачёт
(Жирным шрифтом выделено самое большое количество медалей в своей категории; принимающая страна также выделена)
| Общее количество медалей | Общее количество медалей | Общее количество медалей | Общее количество медалей | Общее количество медалей | Общее количество медалей |
| Место                    | Страна                   | Золото                   | Серебро                  | Бронза                   | Всего                    |
| ------------------------ | ------------------------ | ------------------------ | ------------------------ | ------------------------ | ------------------------ |
| 1                        | Республика Корея         | 4                        | 1                        | 2                        | 7                        |
| 2                        | Канада                   | 3                        | 2                        | 5                        | 10                       |
| 3                        | США                      | 1                        | 3                        | 1                        | 5                        |
| 4                        | Китай                    | 1                        | 2                        | 1                        | 4                        |
| 5                        | Япония                   | 0                        | 1                        | 0                        | 1                        |
| Всего стран: 5           | Всего стран: 5           | 9                        | 9                        | 9                        | 27                       |